# Wereldkampioenschap superbike van Laguna Seca 1998
Het wereldkampioenschap superbike van Laguna Seca 1998 was de achtste ronde van het wereldkampioenschap superbike en de zevende ronde van de wereldserie Supersport 1998. De races werden verreden op 5 juli 1998 op Laguna Seca nabij Monterey, Californië, Verenigde Staten.

## Superbike

### Race 1
Tijdens de race verloor Doug Chandler de controle over zijn motorfiets en nam in zijn val Akira Yanagawa mee. Andere coureurs gleden ook uit over de olie die door dit ongeluk op de baan terecht kwam. Yanagawa was bewusteloos en de race werd stilgelegd. Bij de herstart kwamen Aaron Slight en Piergiorgio Bontempi met elkaar in aanraking, waardoor zij ook allebei vielen en de raceleiding besloot om de race definitief te stoppen. Aangezien er minder dan de helft van de geplande 28 ronden waren verreden, werden er halve punten uitgereikt. Opvallend genoeg werd de volgorde van de coureurs voor de eerste rode vlag aangehouden als race-uitslag; zowel Yanagawa als Chandler verschenen niet op het podium, omdat zij naar het ziekenhuis werden gebracht. Yanagawa werd enkele dagen in een kunstmatige coma gehouden en miste de volgende ronde op Brands Hatch, maar keerde in de daaropvolgende races in Spielberg terug.
| Pos | Nr  | Rijder               | Constructeur | Rondes | Tijd                | Grid | Punten |
| --- | --- | -------------------- | ------------ | ------ | ------------------- | ---- | ------ |
| 1   | 11  | Troy Corser          | Ducati       | 12     | 17:35.408           | 1    | 12,5   |
| 2   | 4   | Akira Yanagawa       | Kawasaki     | 12     | +7.646              | 3    | 10     |
| 3   | 110 | Doug Chandler        | Kawasaki     | 12     | +7.656              | 6    | 8      |
| 4   | 101 | Ben Bostrom          | Honda        | 12     | +10.388             | 11   | 6,5    |
| 5   | 2   | Carl Fogarty         | Ducati       | 12     | +10.451             | 10   | 5,5    |
| 6   | 8   | James Whitham        | Suzuki       | 12     | +10.750             | 7    | 5      |
| 7   | 7   | Pierfrancesco Chili  | Ducati       | 12     | +11.232             | 4    | 4,5    |
| 8   | 111 | Aaron Slight         | Honda        | 12     | +12.871             | 5    | 4      |
| 9   | 5   | Neil Hodgson         | Kawasaki     | 12     | +14.018             | 8    | 3,5    |
| 10  | 92  | Jamie Hacking        | Yamaha       | 12     | +14.224             | 16   | 3      |
| 11  | 45  | Colin Edwards        | Honda        | 12     | +15.725             | 15   | 2,5    |
| 12  | 20  | Aaron Yates          | Suzuki       | 12     | +16.144             | 12   | 2      |
| 13  | 35  | Gregorio Lavilla     | Ducati       | 12     | +22.928             | 14   | 1,5    |
| 14  | 6   | Peter Goddard        | Suzuki       | 12     | +24.272             | 18   | 1      |
| 15  | 44  | Scott Russell        | Yamaha       | 12     | +27.531             | 13   | 0,5    |
| 16  | 39  | Alessandro Gramigni  | Ducati       | 12     | +27.807             | 19   |        |
| 17  | 97  | Rich Oliver          | Yamaha       | 12     | +28.874             | 17   |        |
| 18  | 9   | Piergiorgio Bontempi | Kawasaki     | 12     | +32.096             | 21   |        |
| 19  | 15  | Igor Jerman          | Kawasaki     | 12     | +38.890             | 23   |        |
| 20  | 19  | Lucio Pedercini      | Ducati       | 12     | +45.084             | 20   |        |
| 21  | 79  | James Randolph       | Honda        | 12     | +48.772             | 25   |        |
| 22  | 86  | Ricky Orlando        | Kawasaki     | 12     | +1:14.629           | 26   |        |
| 23  | 27  | Frédéric Protat      | Ducati       | 9      | +3 ronden           | 24   |        |
| DNF | 10  | Andrew Stroud        | Kawasaki     | 5      | Uitgevallen         | 22   |        |
| DNF | 66  | Mat Mladin           | Suzuki       | 2      | Uitgevallen         | 2    |        |
| DNF | 41  | Noriyuki Haga        | Yamaha       | 1      | Uitgevallen         | 9    |        |
| DNQ | 88  | Ricardo Sune Falcon  | Ducati       | 0      | Niet gekwalificeerd |      |        |

### Race 2
| Pos | Nr  | Rijder               | Constructeur | Rondes | Tijd                | Grid | Punten |
| --- | --- | -------------------- | ------------ | ------ | ------------------- | ---- | ------ |
| 1   | 41  | Noriyuki Haga        | Yamaha       | 28     | 41:07.668           | 9    | 25     |
| 2   | 11  | Troy Corser          | Ducati       | 28     | +0.488              | 1    | 20     |
| 3   | 101 | Ben Bostrom          | Honda        | 28     | +4.715              | 11   | 16     |
| 4   | 7   | Pierfrancesco Chili  | Ducati       | 28     | +4.725              | 4    | 13     |
| 5   | 8   | James Whitham        | Suzuki       | 28     | +5.733              | 7    | 11     |
| 6   | 5   | Neil Hodgson         | Kawasaki     | 28     | +16.842             | 8    | 10     |
| 7   | 92  | Jamie Hacking        | Yamaha       | 28     | +22.273             | 16   | 9      |
| 8   | 6   | Peter Goddard        | Suzuki       | 28     | +28.479             | 18   | 8      |
| 9   | 39  | Alessandro Gramigni  | Ducati       | 28     | +29.018             | 19   | 7      |
| 10  | 45  | Colin Edwards        | Honda        | 28     | +43.357             | 15   | 6      |
| 11  | 15  | Igor Jerman          | Kawasaki     | 28     | +59.827             | 23   | 5      |
| 12  | 19  | Lucio Pedercini      | Ducati       | 28     | +1:14.092           | 20   | 4      |
| 13  | 86  | Ricky Orlando        | Kawasaki     | 27     | +1 ronde            | 26   | 3      |
| DNF | 35  | Gregorio Lavilla     | Ducati       | 27     | Uitgevallen         | 14   |        |
| DNF | 10  | Andrew Stroud        | Kawasaki     | 21     | Uitgevallen         | 22   |        |
| DNF | 66  | Mat Mladin           | Suzuki       | 17     | Uitgevallen         | 2    |        |
| DNF | 20  | Aaron Yates          | Suzuki       | 13     | Uitgevallen         | 12   |        |
| DNF | 27  | Frédéric Protat      | Ducati       | 13     | Uitgevallen         | 24   |        |
| DNF | 2   | Carl Fogarty         | Ducati       | 7      | Uitgevallen         | 10   |        |
| DNF | 44  | Scott Russell        | Yamaha       | 2      | Uitgevallen         | 13   |        |
| DNS | 4   | Akira Yanagawa       | Kawasaki     | 0      | Niet gestart        | 3    |        |
| DNS | 111 | Aaron Slight         | Honda        | 0      | Niet gestart        | 5    |        |
| DNS | 110 | Doug Chandler        | Kawasaki     | 0      | Niet gestart        | 6    |        |
| DNS | 97  | Rich Oliver          | Yamaha       | 0      | Niet gestart        | 17   |        |
| DNS | 9   | Piergiorgio Bontempi | Kawasaki     | 0      | Niet gestart        | 21   |        |
| DNS | 79  | James Randolph       | Honda        | 0      | Niet gestart        | 25   |        |
| DNQ | 88  | Ricardo Sune Falcon  | Ducati       | 0      | Niet gekwalificeerd |      |        |

## Supersport
| Pos | Nr  | Rijder                | Constructeur | Rondes | Tijd         | Grid | Punten |
| --- | --- | --------------------- | ------------ | ------ | ------------ | ---- | ------ |
| 1   | 1   | Paolo Casoli          | Ducati       | 25     | 38:21.547    | 4    | 25     |
| 2   | 4   | Stéphane Chambon      | Suzuki       | 25     | +0.364       | 1    | 20     |
| 3   | 93  | Jason Pridmore        | Suzuki       | 25     | +2.252       | 3    | 16     |
| 4   | 2   | Vittoriano Guareschi  | Yamaha       | 25     | +3.870       | 7    | 13     |
| 5   | 18  | Cristiano Migliorati  | Ducati       | 25     | +8.160       | 6    | 11     |
| 6   | 35  | Mauro Lucchiari       | Ducati       | 25     | +23.452      | 8    | 10     |
| 7   | 9   | Wilco Zeelenberg      | Yamaha       | 25     | +34.164      | 14   | 9      |
| 8   | 33  | Robert Ulm            | Yamaha       | 25     | +48.431      | 21   | 8      |
| 9   | 20  | Werner Daemen         | Kawasaki     | 25     | +1:01.895    | 20   | 7      |
| 10  | 11  | Giovanni Bussei       | Suzuki       | 25     | +1:03.196    | 18   | 6      |
| 11  | 22  | Stefan Nebel          | Kawasaki     | 25     | +1:09.171    | 19   | 5      |
| 12  | 28  | Javier Rodríguez      | Yamaha       | 25     | +1:09.532    | 25   | 4      |
| 13  | 12  | Albert Aerts          | Yamaha       | 25     | +1:30.366    | 24   | 3      |
| 14  | 91  | Erik Schnackenberg    | Suzuki       | 25     | +1:39.980    | 26   | 2      |
| 15  | 58  | John Jacobi           | Yamaha       | 24     | +1 ronde     | 28   | 1      |
| 16  | 16  | Sébastien Charpentier | Honda        | 24     | +1 ronde     | 22   |        |
| 17  | 92  | Alfonso Ferrel        | Suzuki       | 24     | +1 ronde     | 30   |        |
| DNF | 232 | Roman Frias           | Honda        | 24     | Uitgevallen  | 29   |        |
| DNF | 17  | Pere Riba             | Ducati       | 22     | Uitgevallen  | 2    |        |
| DNF | 6   | Mario Innamorati      | Kawasaki     | 18     | Uitgevallen  | 12   |        |
| DNF | 5   | Massimo Meregalli     | Yamaha       | 15     | Uitgevallen  | 10   |        |
| DNF | 13  | Kirk McCarthy         | Honda        | 13     | Uitgevallen  | 11   |        |
| DNF | 90  | Nicky Hayden          | Suzuki       | 8      | Uitgevallen  | 15   |        |
| DNF | 96  | Claude-Alain Jäggi    | Ducati       | 7      | Uitgevallen  | 27   |        |
| DNF | 19  | Walter Tortoroglio    | Suzuki       | 6      | Uitgevallen  | 17   |        |
| DNF | 52  | James Toseland        | Honda        | 5      | Uitgevallen  | 13   |        |
| DNF | 3   | Yves Briguet          | Ducati       | 3      | Uitgevallen  | 9    |        |
| DNF | 21  | Roberto Teneggi       | Ducati       | 3      | Uitgevallen  | 16   |        |
| DNF | 8   | Fabrizio Pirovano     | Suzuki       | 0      | Uitgevallen  | 5    |        |
| DNS | 14  | Marco Risitano        | Kawasaki     | 0      | Niet gestart | 23   |        |

## Tussenstanden na wedstrijd

### Superbike
| Pos | Nr  | Rijder              | Team   | Punten |
| --- | --- | ------------------- | ------ | ------ |
| 1   | 11  | Troy Corser         | Ducati | 241,5  |
| 2   | 111 | Aaron Slight        | Honda  | 214    |
| 3   | 7   | Pierfrancesco Chili | Ducati | 211,5  |
| 4   | 2   | Carl Fogarty        | Ducati | 208,5  |
| 5   | 45  | Colin Edwards       | Honda  | 195,5  |

### Supersport
| Pos | Nr | Rijder               | Team   | Punten |
| --- | -- | -------------------- | ------ | ------ |
| 1   | 8  | Fabrizio Pirovano    | Suzuki | 101    |
| 2   | 4  | Stéphane Chambon     | Suzuki | 92     |
| 3   | 2  | Vittoriano Guareschi | Yamaha | 88     |
| 4   | 1  | Paolo Casoli         | Ducati | 81     |
| 5   | 5  | Massimo Meregalli    | Yamaha | 67     |

1995 · 1996 · 1997 · 1998 · 1999 · 2000 · 2001 · 2002 · 2003 · 2004 · 2013 · 2014 · 2015 · 2016 · 2017 · 2018 · 2019